# Melinda Culea
Melinda Culea (Western Springs, 5 de maio de 1955) é uma atriz e ex-modelo estadunidense. Um dos seus papéis mais destacáveis foi de Amy Amanda Allen na série de TV dos anos 1980 The A-Team. Interpretou uma repórter, tendo atuado na primeira temporada e metade da segunda.